# La Noche (Santiago de Compostela)
La Noche fue un diario vespertino español publicado en Santiago de Compostela entre 1946 y 1967. 

## Trayectoria
Subtitulado Único diario de la tarde en Galicia, apareció el 1 de febrero de 1946. Fue sucesor del periódico El Compostelano, y de hecho continuó su numeración. Entre octubre de 1949 y enero de 1950 se incluyó un suplemento semanal bajo el título "La Noche. Suplemento del sábado, de carácter literario y económico. Coordinado por Francisco Fernández del Riego (que firmaba como Salvador Lorenzana) y Xaime Isla Couto (que lo hacía como Santiago Fernández), su tendencia era galleguista y progresista, e incluyó artículos y ensayos sobre literatura, sobre todo literatura gallega.
El 1 de diciembre de 1967, El Correo Gallego y La Noche —ambos pertenecían al mismo grupo editor, Editorial Compostela— se fusionaron en uno solo, con el nombre de «El Correo Gallego, diario de La Noche». Esta unión duró poco más de un año, hasta el 27 de diciembre de 1968, cuando volvió a aparecer El Correo Gallego como periódico de la mañana.

### Directores y colaboradores
La Noche estuvo bajo la dirección de José Goñi Aizpurúa, Raimundo García Domínguez (Borobó), José Vidal Iborra y Francisco Leal Ínsua. Entre sus colaboradores se encontraban Antón Fraguas, José Filgueira Valverde, Couceiro Freijomil, Álvaro Cunqueiro, Bouza Brey, Vicente Risco, Benito Varela Jácome, Salvador García-Bodaño y Méndez Ferrín .